# François-Adrien Boieldieu
François-Adrien Boieldieu (1775-1834) là nhà soạn nhạc người Pháp. Ông được mệnh danh là "Mozart của Pháp".

## Cuộc đời và sự nghiệp
François-Andrien Boieldieu học nhạc tại Rouen. 2 vở opera đầu tiên của Boieldieu viết theo kịch bản của cha ông và chúng được trình diễn tại chính Rouen. Năm 1795, ông chuyển lên Paris, thành công lớn với vở Vua thành Bagdad. Từ năm 1803 đến 1811, Boieldieu trở thành nhạc trưởng của Nhà hát Hoàng gia Sankt Petersburg. Ssu đó, ông trở lại Paris sáng tác vở opera Jean de Paris (1812), La dame blanche (1825) dựa theo hai tiểu thuyết của đại văn hào người Scotland Walter Scott là Tu viện (tiếng Anh: The monastery) và Kiểu ràng buộc (tiếng Anh: Guy Mannering). Ngoài ra, ông còn trở thành giáo sư bộ môn piano từ năm 1798 đến năm 1803 và sáng tác từ năm 1817 đến năm 1826 tại Nhạc viện Paris.